# Тарнавский, Георгий Степанович
Гео́ргий Степа́нович Тарна́вский (укр. Георгій Степанович Тарнавський, бел. Георгій Сцяпанавіч Тарнаўскі; 1 июня 1931, с. Синарна, Винницкая область — 14 июля 1997, Минск) — советский государственный деятель, 13-й (и последний) Прокурор БССР, народный депутат Верховных Советов СССР и БССР, заслуженный юрист РСФСР, государственный советник юстиции 1 класса, один из организаторов и участников первого следствия по факту массовых расстрелов в Куропатах, проводившегося Прокуратурой БССР в 1988 году, награждён орденом «Знак Почёта».

## Биография
Родился 1 июня 1931 года в деревне Синарка Ильинецкого района Винницкой области Украинской ССР в семье служащих. После окончания юридического факультета Киевского госуниверситета работал в органах прокуратуры Украины на различных должностях, направлялся на партийную работу. С 1965 года — прокурор Винницкой области, а с 1981 года — начальник управления общего надзора Прокуратуры Союза ССР.
В 1986—1991 годах — Прокурор Белорусской ССР. Избирался народным депутатом Верховных Советов СССР и БССР. В 1989—1991 годах являлся народным депутатом СССР (от Слуцкого территориального избирательного округа № 570 Минской области, занимал должность Заместителя Председателя Комитета Верховного Совета СССР по вопросам правопорядка и борьбы с преступностью, в этот же период входил в состав Комиссии по подготовке Закона СССР о конституционном надзоре в СССР, в которой представлял Белорусскую ССР. В 1990—1991 годах был членом Конституционной комиссии, созданной с целью разработать проект Конституции Республики Беларусь.
До 1996 года работал в аппарате Генеральной прокуратуры Республики Беларусь на различных должностях. В составе государственной комиссии участвовал в переговорах Республики Беларусь с Китайской Народной Республикой, Соединенными Штатами Америки и др.

## Следствие по факту массовых расстрелов в Куропатах

Надгробный памятник Георгию Тарнавскому на Восточном кладбище

3 июня 1988 года в еженедельнике «Літаратура і мастацтва» (рус. Литература и искусство) вышла статья «Куропаты — дорога смерти» под авторством археолога Зенона Позняка и Евгения Шмыгалёва. Эта статья вызвала общественный резонанс, вызвав обсуждение этой темы в широких кругах. Об этом стало быстро известно в Прокуратуре БССР. Оценив полученную информацию, в Прокуратуре было решено начать следствие. Георгием Тарнавским, Прокурором республики на тот момент, было возбуждено уголовное дело — первое в стране по фактам преступлений полувековой давности. Следствие возглавил Язэп Бролишс, следователь по особо важным делам прокуратуры БССР. Дополнительно была создана Правительственная комиссия, в состав которой вошли писатели, деятели культуры, руководители министерств юстиции и внутренних дел, ученые, представители общественных организаций. Георгий Тарнавский был избран заместителем Председателя Правительственной комиссии. Являясь одновременно и Прокурором республики, он «просто обязан был вникать во все детали следствия, наблюдать за его развитием, активно помогать своим младшим товарищам не только подсказкой, добрым советом, но и строгим взыскательным контролем».
По истечении пяти месяцев после начала расследования, когда были собраны весомые доказательства, подтверждающие, что в районе Куропат в 37—41-х гг. НКВД производил массовые расстрелы советских граждан, дело в ноябре 1988 года было прекращено. Количество расстрелянных на территории урочища оценили числом не менее 30 тыс. человек. В январе 1989 года по решению правительственной комиссии расследование было возобновлено с целью установления имён конкретных людей, расстрелянных в Куропатах, и выявления виновных в массовых репрессиях, непосредственных исполнителей приговоров. Дополнительное расследование продолжалось ещё полгода.
В 1990 году под авторством Георгия Тарнавского, а также Валерия Соболева и Евгения Горелика, тиражом в 100 тыс. экземпляров вышла в печать книга «Куропаты: Следствие продолжается», написанная по мотивам следствия. В книге использованы фотоматериалы из уголовного дела.